# 千歳型航空母艦
千歳型航空母艦（ちとせがたこうくうぼかん）は、大日本帝国海軍が太平洋戦争で運用した航空母艦の分類。千歳型水上機母艦から航空母艦に改造されたものを同型艦としている。ただし、この軽空母の艦型名はマリアナ沖海戦で第三航空戦隊に配属された第六五三海軍航空隊の戦闘詳報や、戦時中のアメリカ合衆国での報道、終戦後の出版物で使用されている便宜上の名称である。千歳型航空母艦と紹介される「千歳」「千代田」は、日本海軍の艦艇類別等級において「瑞鳳型航空母艦」に分類されている。
千歳型水上機母艦については「千歳型水上機母艦」を参照。

## 特徴
先に改造された「瑞鳳」とほぼ同じ要領の平甲板型空母である。ただ飛行甲板の高さは同規模の瑞鳳より1m以上低かった。
また船体に最大幅1mのバルジを装着した。
機関は水上機母艦時と変化はない。煙突は日本海軍空母特有の右舷から下方へ向けるもので、1番高角砲直後にある煙突がボイラー用、3番高角砲直前のそれがディーゼル用の2本となった。
直接防御は有しない。そのため間接防御に力を入れ防水区画や下部区画への交通路などに特に気をつけた。また下部格納庫は水面上1mほどしかないため、艦尾は隔壁の数を増やして3区画とするなど、格納庫への浸水防止に留意した。

### 航空兵装
飛行甲板は長さ180m、幅は前端13m、後部23m、後端16m、最大幅は23mだった。または中央で24.5m。
エレベーターは2基で大きさは前後共に長さ13m、幅12mだった。格納庫は2段、下部格納庫は甲標的格納甲板に設けてあり、この甲板の高さは水面上1mほどしかなかった。
航空艤装類としては呉式四型着艦制動装置7基7索、空廠式三型滑走制止装置1基を装備、遮風柵は装備していない。

### 対空兵装
12.7cm連装高角砲は左右舷に2基ずつの計4基、25mm3連装機銃は左右舷に4基ずつ、艦尾機銃座に2基の計10基を装備した。あ号作戦前には橇式の25mm単装機銃12挺を装備、あ号作戦後に同単装機銃12挺を増備し、単装機銃は計30挺。
レイテ沖海戦時には噴進砲も装備した。装備位置は千歳戦闘詳報が正しいとすると左舷は2番高角砲直後、右舷は無線マスト2本を前方へ移動し、4番高角砲直前の無線マスト位置跡とした。
対空レーダーは、改造完成時に21号電探を前部エレベーター前に昇降式に装備した。また、あ号作戦後に13号電探1基を増備した。

## 歴史
1942年（昭和17年）6月のミッドウェー海戦で正規空母4隻を失った日本海軍は空母兵力の建て直しを図り、同年6月30日に出された通達「官房機密第8107号」によって水上機母艦から航空母艦への改造が決定した。このときに決定したのは本艦型の他に大型優秀客船のあるぜんちな丸（海鷹）、ぶらじる丸、シャルンホルスト号（神鷹）の3隻も含まれる。同年9月30日の訓令により、年末から改造に入った。
千歳型水上機母艦の計画段階では「必要ニ応ジ航空母艦ニ改造シ得ルコト」という要求があったが、改造にはバルジ装着、格納庫設置、煙突の処理などが必要であり、急速改造に適した設計にするのは非常に困難だった。このため基本計画時には主機の力量を考慮したのみで、空母改造計画は先送りになった。1942年時点で改造設計が十分行われていなかったため、工期はおおよそ10ヶ月とされ、実際に約1年を掛けて空母への改造を行い、1943年（昭和18年）末までに千代田、千歳の順で完成した。
1943年12月15日、内令第2708号で艦艇類別等級表が改正され、「軍艦、航空母艦瑞鳳型ノ項中「龍鳳」ノ下ニ「、千歳、千代田」ヲ、同大鷹型ノ項中「冲鷹」ノ下二「、神鷹」ヲ加フ 同水上機母艦ノ部中「、千歳、千代田」ヲ削ル 驅逐艦、一等初雪型ノ項中「、夕霧」ヲ削ル」と発令され、千歳と千代田は瑞鳳型航空母艦に類別された。千歳型の空母改造は、日本海軍が空母部隊の再建を最も必要とした大戦中期における決戦兵力の造成に大きく寄与した。
完成後の千歳型は、「龍鳳」や「瑞鳳」に準じた性能を持つ小型空母でよく似たスタイルをもっていた。
ただし、乾舷は公試吃水線から飛行甲板までの高さは「瑞鳳」の12.8m、「龍鳳」の12.86mに対し、「千歳」は11.65mである。
2隻とも第三航空戦隊に配備され、三航戦は小型空母3隻（瑞鳳、千歳、千代田）編制となった。同年6月のマリアナ沖海戦で初陣を飾ったが、同年10月のレイテ沖海戦で両艦とも撃沈された。なお、レイテ沖海戦に於いて「瑞鳳」の飛行甲板後端に「づほ」と書かれた航空写真が残っているため、「千歳」にも「ちと」、千代田にも「ちよ」の文字が書かれていたと考えられている。